# Born to Be a Thug
Albums de Young Buck
Straight Outta Ca$hville
(2004)
Born to Be a Thug est le premier album indépendant de Young Buck, sorti le 10 octobre 2002.
L'album a été enregistré alors que Young Buck était encore membre du groupe UTP Playas.

## Liste des titres
| No  | Titre                              | Durée |
| --- | ---------------------------------- | ----- |
| 1.  | Born to Be a Thug (Intro)          | 3:05  |
| 2.  | Can't Slow My Roll                 | 4:06  |
| 3.  | Get High (Skit)                    | 3:62  |
| 4.  | Fuck tha Game (featuring Lil Flip) | 4:05  |
| 5.  | Get High                           | 5:29  |
| 6.  | Take It Outside                    | 4:43  |
| 7.  | Daddy When U Comin Home            | 5:08  |
| 8.  | Hold It Down                       | 4:39  |
| 9.  | Tha Ville Is On                    | 5:00  |
| 10. | Uh Oh (featuring D-Tay)            | 4:08  |
| 11. | No Remorse (Skit)                  | 4:40  |
| 12. | Look at Cha Now (featuring D-Tay)  | 4:51  |
| 13. | Watch What U Say 2 Me              | 5:22  |
| 14. | I Don't Lie                        | 3:36  |
| 15. | A Hoe Gon Be a Hoe                 | 4:40  |
| 16. | I Luv tha Hood (featuring D-Tay)   | 3:25  |
| 17. | Til Im Dead & Gone                 | 3:45  |